# Kapsa sydlata
Kapsa sydlata är en insektsart som beskrevs av Irena Dworakowska 1980. Kapsa sydlata ingår i släktet Kapsa och familjen dvärgstritar. Inga underarter finns listade i Catalogue of Life.